# Млачівська сільська рада
Млачівська сільська рада — колишній орган місцевого самоврядування у Поліському районі Київської області з адміністративним центром у с. Млачівка.

## Загальні відомості
Історична дата утворення: в 1936 році. Водоймища на території, підпорядкованій даній раді: річка Малахівка.

## Населені пункти
Сільській раді підпорядковані населені пункти:
- с. Млачівка

## Склад ради
Рада складається з 12 депутатів та голови.

### Керівний склад ради
| ПІБ                        | Основні відомості                                                                  | Дата обрання | Дата звільнення |
| -------------------------- | ---------------------------------------------------------------------------------- | ------------ | --------------- |
| Таравська Ніна Олексіївна  | Сільський голова, 1965 року народження, освіта, член Соціалістичної партії України | 26.03.2006   | 31.10.2010      |
| Кучеренко Тамара Василівна | Сільський голова, 1962 року народження, освіта середня загальна, позапартійна      | 31.10.2010   |                 |

Примітка: таблиця складена за даними джерела